# Moringen
Moringen település Németországban, azon belül Alsó-Szászország tartományban. Lakosainak száma 6956 fő (2023. december 31.).

## Népesség
A település népességének változása:
| Lakosok száma | 6970 | 6969 | 6956 | 6956 | 6988 | 6956 |
|               | 2016 | 2017 | 2019 | 2021 | 2022 | 2023 |